# 박재현 (2003년)
박재현(2003년 9월 16일 ~ )는 대한민국의 축구 선수로, 포지션은 라이트백이다. 현재 K리그1 대구 FC 소속이다.